# Sanjō
Sanjo, född 976, död 1017, var regerande kejsare av Japan mellan 1011 och 1016.